# Orquestra Experimental de Repertório
A Orquestra Experimental de Repertório, também conhecida como OER, é uma orquestra brasileira sediada na cidade de São Paulo, na Praça das Artes. É um dos corpos artísticos do Theatro Municipal de São Paulo, atuando na temporada lírica do teatro em em outros espaços da cidade. Seu atual maestro titular é Wagner Polistchuk e o maestro assistente Leonardo Labrada.

## História
Fundada em 1990 por Jamil Maluf, a orquestra tem por objetivo a formação de músicos da mais alta qualidade. O grupo é composto por 99 instrumentistas e seu repertório é abrangente e diversificado, englobando música erudita, trilhas de cinema, música popular e espetáculos experimentais com grupos de teatro. Já se apresentou com o grupo instrumental mineiro Uakti e já foi regida pelo maestro Lorin Maazel.
Em 2001, foi a orquestra da reestreia da ópera Carmen, de Bizet, no Teatro Alfa de São Paulo, com direção cênica de Carla Camurati.
Em fevereiro de 2014 houve a troca de maestro à frente do grupo e Carlos Eduardo Moreno assumiu o cargo. Em 2017 Jamil Maluf reassumiu o cargo e permaneceu como regente titular da OER até março de 2023. Entre março de 2023 e março de 2024 a orquestra teve Guilherme Rocha como maestro e diretor musical. Desde abril de 2024 a orquestra é conduzida por Wagner Polistchuk.